# رجی لوکاس
رجینالد گرانت لوکاس (انگلیسی: Reginald Grant Lucas؛ ۲۵ فوریهٔ ۱۹۵۳ – ۱۹ مهٔ ۲۰۱۸) که با نام حرفه‌ای رجی لوکاس شناخته می‌شود، تهیه‌کننده موسیقی، موسیقی‌دان و ترانه‌نویس اهل ایالات متحده آمریکا بود. وی بین سال‌های ۱۹۷۰ تا ۲۰۱۸ میلادی فعالیت می‌کرد.
او در تهیه آلبوم مدونا (۱۹۸۳) از مدونا همکاری داشته‌است.